# Sinmok
Sinmok, död 700, var en koreansk regent. 
Hon var gift med  Sinmun av Silla och mor till Hyoso av Silla. Hon var Koreas regent under sin sons minderårighet 692-700. 